# Kamachumu
Kamachumu è una circoscrizione mista (mixed ward) della Tanzania situata nel distretto di Muleba, regione del Kagera. Conta una popolazione di 17 567 abitanti (censimento 2012).